# Червоний торговий прапор Великої Британії

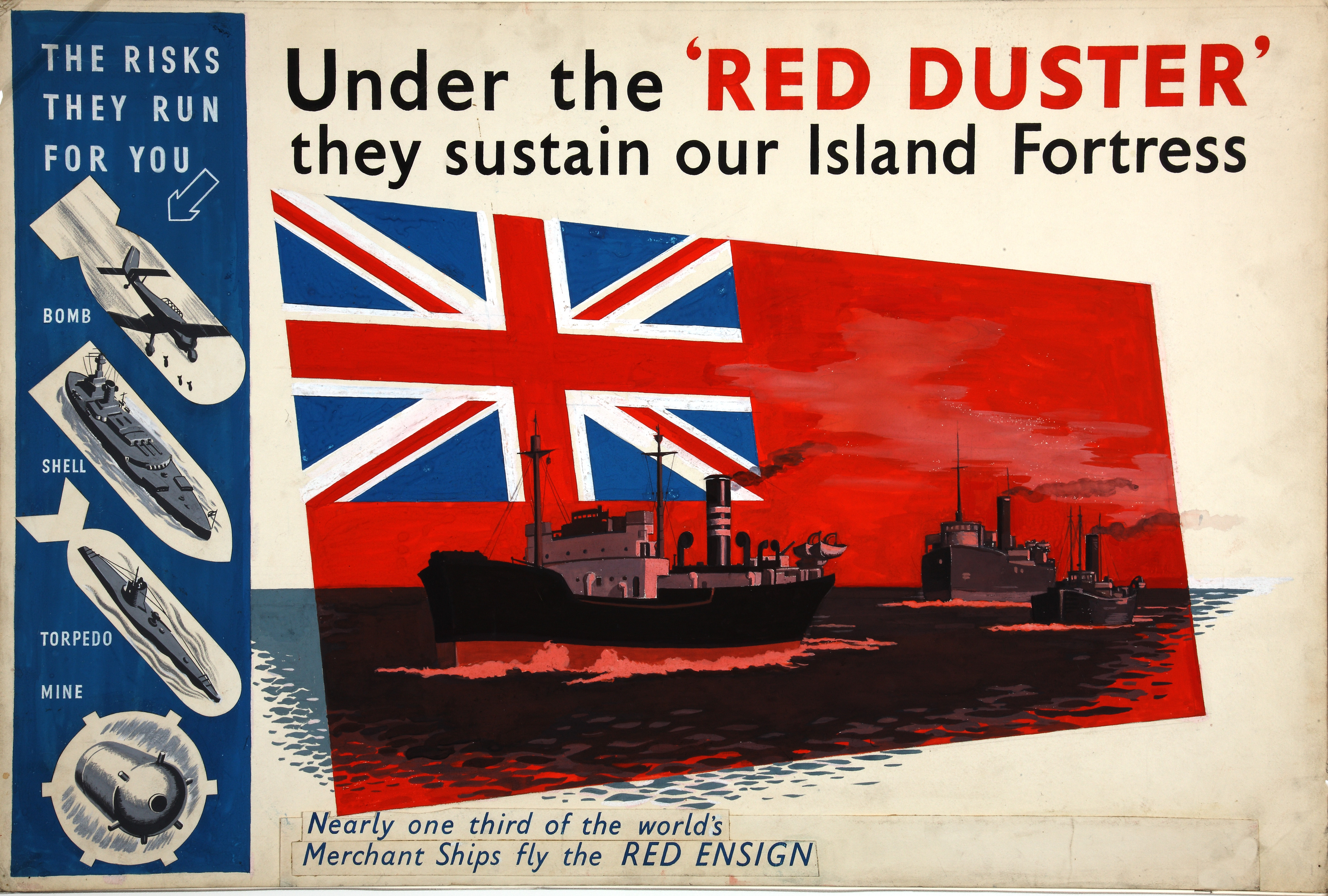
Плакат моралі Другої світової війни

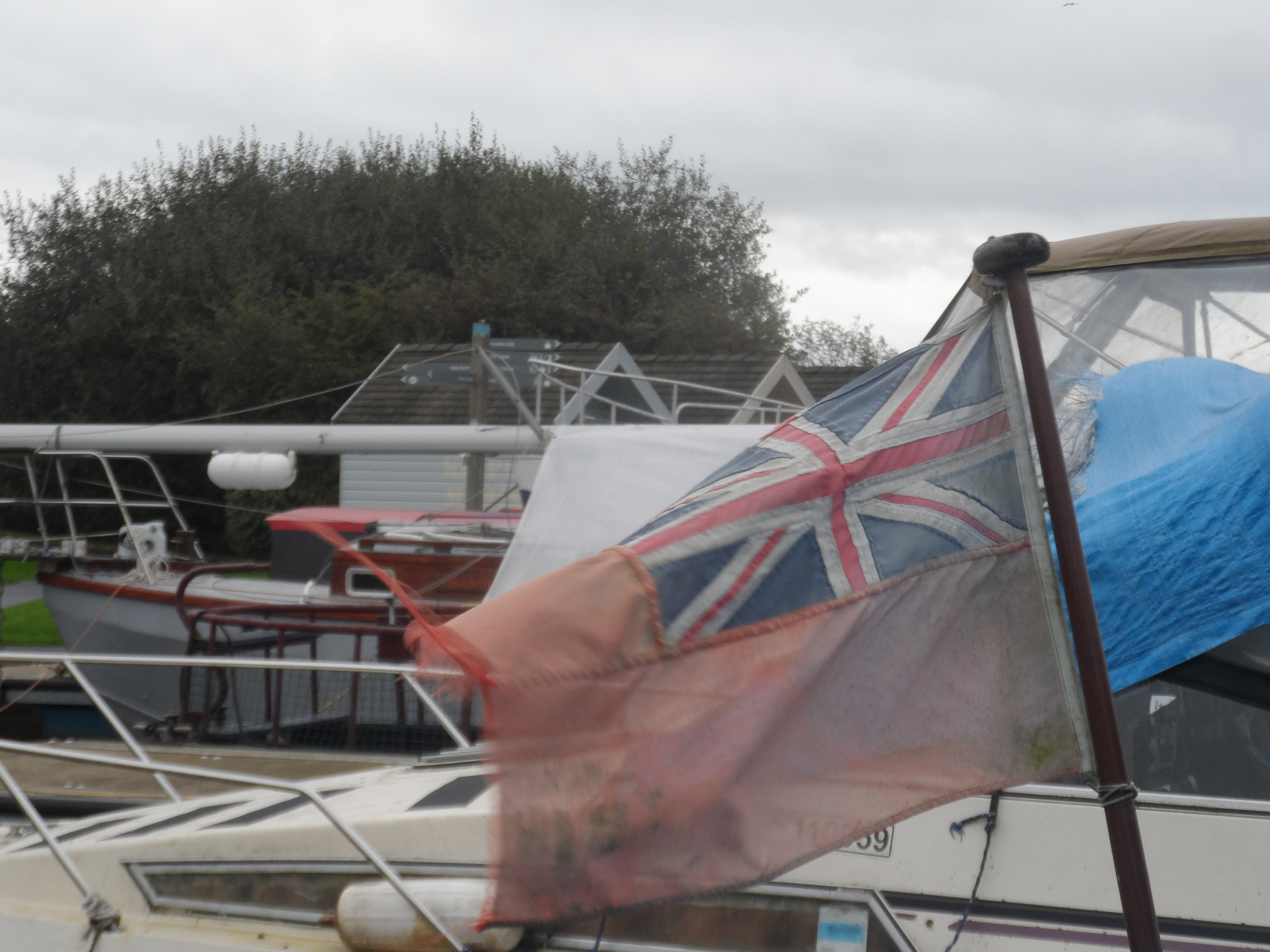
Червоний прапор на цивільному кораблі

Червоний прапор або « Червоний стяг» — цивільний прапор Сполученого Королівства Великої Британії та Північної Ірландії. Це один з британських прапорів, і він використовується або однотонній, або обтяжений знаком або іншою емблемою, переважно в правій половині.
Це прапор, який вивішують британські торгові або пасажирські кораблі з 1707 року. До 1707 року цивільні кораблі англійського та шотландського королівських флоті використовували червоні прапори з англійським та шотландським прапором в куті відповідно. Точна дата першої появи цих попередніх червоних прапорів невідома, але вцілілі квитанції про оплату вказують на те, що англійський флот платив за пошиття таких прапорів вже в 1620-х роках.

## Історія

### Англія (до 1707)

Англійський червоний прапор, як він з'явився в XVII столітті

До реорганізації Королівського флоту в 1864 році звичайний червоний прапор був прапором однієї з трьох ескадр Королівського флоту, Червоної ескадри, ще в 1558 році. До 1620 року звичайний червоний прапор почав з'являтися з Хрестом Святого Георгія у верхньому лівому крижі.
Колонія Массачусетської затоки використовувала червоний прапор від моменту свого заснування; після проповіді Роджера Вільямса 1636 року, що поєднувала хрести з папством, губернатор Ендікотт наказав зняти хрест Святого Георгія з прапора. Великий і Генеральний суд колонії встановили, що Ендікотт «перевищив свої повноваження», і все ж на кілька десятиліть залишив прапор без хреста.
У 1674 р. Королівська прокламація короля Карла II (1630—1685 рр., правління 1660—1685 рр.) підтвердила, що червоний прапор — відповідний прапор, який повинні носити англійські торгові кораблі. Формулювання проголошення 1674 року вказує на те, що прапор зазвичай використовувався англійськими купцями і до цієї дати. В цей час прапор у крижі містив хрест Святого Георгія. Це змінилося в 1864 р., коли розпорядженням ради було передбачено, що червоний прапор був виділений купцям.

### Шотландія (до 1707)

Шотландський червоний прапор, з якими ходили кораблі Королівського шотландського флоту, перш ніж він був об'єднаний з Британським королівським флотом у 1707 році

Цілком імовірно, що андріївський хрест був прийнятий шотландцями як національний прапор у дуже ранній період, але, схоже, прямих доказів цього до XIV століття немає. Найдавніші шотландські записи були загублені в морі на кораблі, який був відправлений, щоб повернути їх у цю країну, звідки вони були вивезені разом з «Скунським камнем долі» королем Едуардом I (1239—1307, правив1272-1307). До 1707 року шотландський червоний прапор майорів на кораблях Королівського шотландського флоту з прапором Шотландії у крижі.
Шотландський прапор протягом багатьох років неофіційно майорів на багатьох шотландських кораблях. 2015 року командир лейтенант Джордж Маккензі Резерву флоту Великої Британії розпочав рух за офіційне визнання шотландського прапора на підставі того, що Закон про торговельне судноплавство 1995 року дозволяє Її Величності Королеві в Раді або Державному секретарю затверджувати «будь-які кольори, що складаються з червоного прапора зміненого або модифікованого». Прихильники наводили приклад країни Джерсі, якій 2010 року було дозволено використовувати «добровільний або неформальний» червоний прапор, прикрашений короною Плантагенетів. Цей рух завершився зверненням до уряду Шотландії з проханням отримати дозвіл уряду Великої Британії про відновлення прапора як «неформального або добровільного прапора» для торгових суден Шотландії. Пан Маккензі підкреслив, що «петиція не мала на меті замінити чи замінити британський червоний прапор». Петиція отримала підтримку парламентаря Шотландії Майкла Рассела та інших торгових моряків та членів парусних торгових груп. Петиція отримала достатню підтримку, тому що вона була передана уряду Шотландії, який рекомендував пану Маккензі «підняти питання з державним секретарем безпосередньо або через свого депутата».

### Велика Британія (1707—1800)

Британський червоний прапор (1707—1801)

Британський червоний прапор, що використовувався у Британській Америці (включаючи Тринадцять колоній)

Після законодавчого союзу Англії та Шотландії в 1707 році крихітний Королівський шотландський флот припинив своє існування як окрема сила, і кольори «Союзу» (винайдені на союзі двох корон сто років тому) були вставлені в усі прапори, морський і торговельний. Наказ у Раді від 21 липня 1707 р., встановлений як морські прапори королівського зразка, прапор Союзу та «прапор, керований її величністю з часу згаданого Союзу двох королівств», який із кольорових проєктів, що додаються до наказу, мав бути червоним. Біло-блакитні прапори в цьому наказі не згадуються; очевидно, що червоний прапор поодинці розглядався як законний прапор Великої Британії, а інші як лише його різновиди для тактичних цілей.
У 1707 р. Парламенти Англії та Шотландії прийняли Акти про союз, які ратифікували Договір про Союз, погоджений попереднього року, тим самим об'єднавши Шотландське королівство з Англійським королівством (до складу якого входило князівство Вельзьке) у нову державу з назвою «Королівство Великої Британії». У результаті з'явився новий червоний прапор, який поставив перший прапор Союзу в крижі. Новий дизайн червоного прапора був проголошений королевою Анною (1665—1714, правління 1702—1714), яка вказала, що він має використовуватись як флотом, так і кораблями, що належать «нашим люблячим підданим».
Прапор вивішували кораблі Тринадцяти колоній у Північній Америці до Американської революції. Модифікація прапора використовувалася для висловленні невдоволення колоністів до і під час вибуху революції. Це видно як на прапорі Тонтон, так і на прапорі Джорджа Рекса. Це також лягло в основу Великого прапора Союзу 1775 р., який служив першим американським національним прапором, хоча він дещо відрізнявся від первинного червоного прапора тим, що мав квадратний прапор Союзу в крижі.

### Велика Британія (1801— сьогодні)

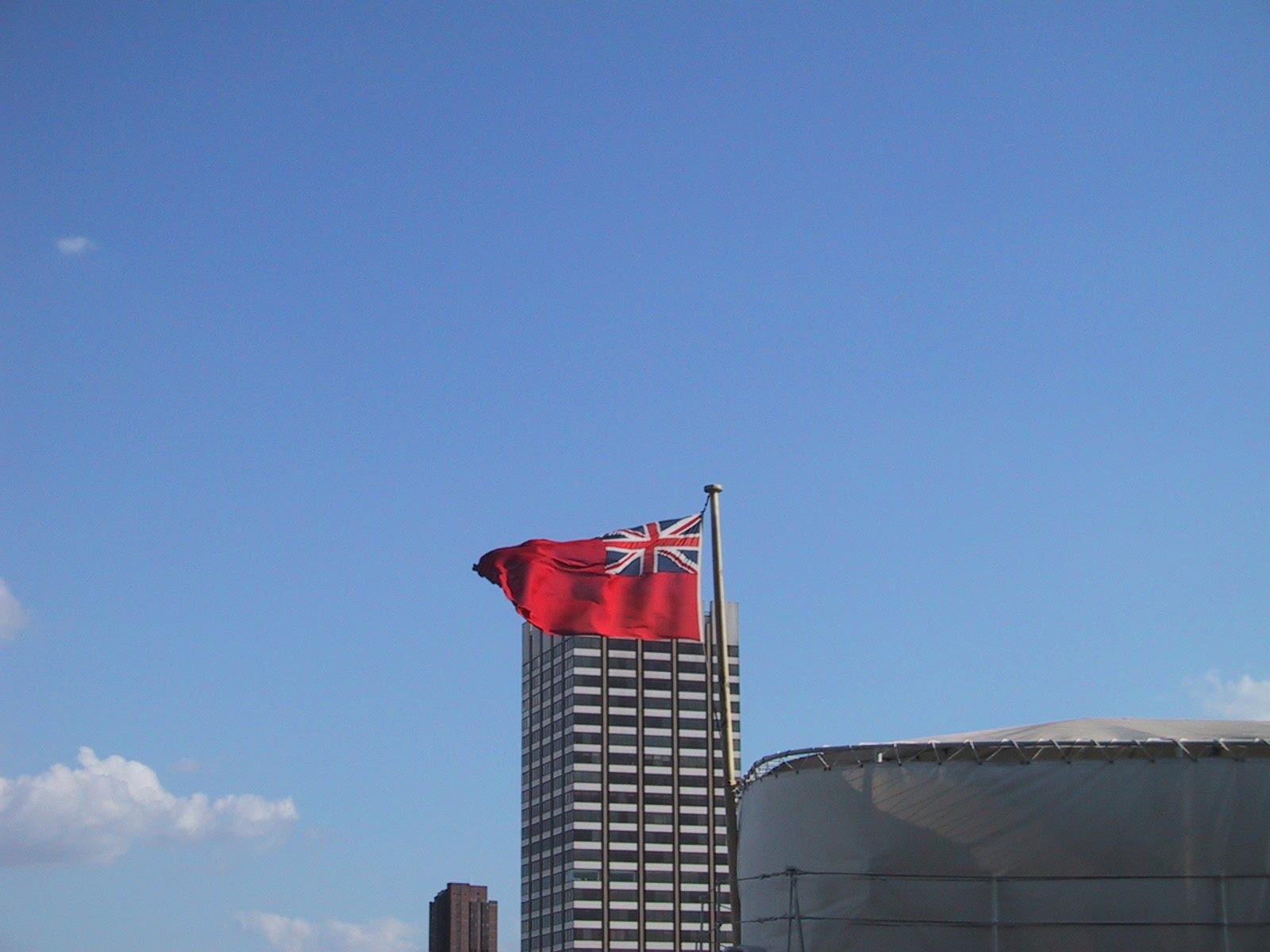
Червоний прапор Великої Британії, що використовується у Лондоні

У 1801 р. іншим Актом про союз Ірландія приєдналася до Великої Британії, утворивши Сполучене Королівство Великої Британії та Ірландії, що призвело до додавання до кантону нинішнього прапора Союзу. Хрест Святого Патріка був доданий до прапора Союзу і, відповідно, до першої чверті британських прапорів.
Закон про торговельне судноплавство 1854 р. містив конкретне положення про те, що Червоний прапорщик є відповідним прапором для британського купця. Це положення було повторене в наступних британських законодавствах про судноплавство (тобто 1889, 1894 (розділ 73) та 1995).
До 1864 року червоний прапор був також головним прапором Королівського флоту, і як такий його використовували кораблі Червоної ескадри флоту, а також ті військові кораблі, які не були призначені до жодної ескадри (тобто ті, що плавали під незалежним командуванням). Білий прапор і синій прапор також використовувалися Королівським флотом.
Багато хто в Адміралтействі вважав, що використання Королівським флотом трьох окремих прапорів (тобто червоного, білого та синього) застаріло та заплутувало. Багато хто також вважав, що торговців слід чітко відрізняти від військових кораблів. У липні 1864 р. Розпорядженням передбачалося, що Білий прапор є прапором Королівської військово-морської служби. Блакитний прапор був визначений як належний національний колір для кораблів, яким командував офіцер Королівського військово-морського резерву, та (з відповідним значком) як національний колір для кораблів на державній службі. Червоний прапор був присвоєний британським купцям. Цей оподіл зберігається і сьогодні.
Кілька років потому (1867—1869) Адміралтейство визначило, що блакитний прапор, обтяжений відповідним значком, буде використовуватися як прапор цими кораблями на збройній чи державній службі багатьох британських колоній. Більшості британських колоній потрібно було використовувати блакитний прапор через те, що в більшості були урядові судна; деякі колонії, наприклад Південна Австралія, мали військові кораблі. Як результат, Блакитний прапор використовувався по всій Імперії і, таким чином, став зразком прапорів, які використовували низка колоній і колишніх колоній Британської імперії. У той же час червоний прапор (який у 1864 р. був позначений як прапор торгового судноплавства) використовували купці тих колоній або територій, які отримали ордер Адміралтейства. Ордери видані в хронологічному порядку на Британське Північне Борнео (1882), Британську Східну Африку (1890), Канаду (1892), Нову Зеландію (1899), Британську Південну Африку (1902), Австралію (1903), Британське Сомаліленд (1904), Південно-Африканський союз (1910), Ньюфаундленд (1918), різні держави Індії (1921), Кіпр (1922), Танганьїку (1923), Західне Самоа (1925) і Палестину (1927). Ті райони, зокрема Британська Індія, які не мали ордена Адміралтейства, використовували звичайний Червоний прапор, хоча інколи використовувались неофіційні місцеві версії червоного прапора.
Станом на  2005, червоні прапори, які мають місцеву емблему, доступні для використання на кораблях, зареєстрованих у кількох складових реєстрах: Бермудські острови, Британські Віргінські острови, Кайманові острови, Фолклендські острови, Гібралтар, Гернсі, Джерсі та острів Мен.

## Звичайний червоний прапор
Простий червоний прапор — цивільний прапор або торговий прапор Сполученого Королівства. Прапор має загальне співвідношення 1:2, коли прапор унії займає одну чверть поля і розміщений у крижі.

## Обтяжений червоний прапор
Деякі урядові відомства або державні установи вживають червоні прапори, обтяжені значком чи емблемою, щоб сформувати прапор Сполученого Королівства. Це:
| Прапор | Організація                                             |
| ------ | ------------------------------------------------------- |
|        | Компанія водяників та запальничок                       |
|        | Східноморське рибальство                                |
|        | Морська волонтерська служба                             |
|        | Національний реєстр історичних суден                    |
|        | Національний реєстр флоту історичних суден              |
|        | Рибальство Північного Вельзу та Північно-Західного моря |
|        | Королівський національний інститут рятувальних шлюпок   |
|        | Морське рибальство Південного Вельзу                    |
|        | Дім Трініти                                             |

Червоний прапор, обтяжений значком або емблемою конкретного клубу, може бути піднятий як національний прапорк членами таких яхт-клубів:
| Прапор | Клуб                                   |
| ------ | -------------------------------------- |
|        | Яхт-клуб Бріксхем                      |
|        | Яхт-клуб Палати громад                 |
|        | Яхт-клуб Ллойда                        |
|        | Яхт-клуб Роял дарт                     |
|        | Яхт-клуб Роял фові                     |
|        | Аматорський клуб човнів Роял Гамільтон |
|        | Яхт-клуб Роял Лімінгтон                |
|        | Яхт-клуб Роял Норфолк та Суффолк       |
|        | Яхт-клуб Роял Вікторія                 |
|        | Королівський яхт-клуб Віндермір        |
|        | Королівська асоціація яхтингу          |
|        | Яхт-клуб Сент-Гелієр                   |
|        | Яхт-клуб Вест Мерсія                   |

## Прапори на основі Червоного прапора

### Британські заморські та залежні території

Червоний прапор Бермудських островів

Бермуди, унікальні серед заморських територій Великої Британії, використовують Червоний прапор як свій сухопутний прапор, а також на морі. Прапор мабуть неофіційно вивішувався з часу надання Бермудських символів у 1910 році. Здається, офіційно не прийнято використовувати прапор Бермудських островів на суші, хоча циркуляр Міністерства закордонних справ та Співдружності 1969 року згадує про його використання. Біло-зелений щит має червоного лева, що тримає тарч, на якому затоплення корабля Сіа Ветнуре біля Бермудських островів 1609 року. Червоний прапор, ймовірно, був обраний земельним прапором Бермудських островів через вплив Канади. (На початку ХХ століття Канада використовувала Червоний прапор, обтяжений канадським щитом, як неофіційний сухопутний прапор). Бермудське законодавство про судноплавство 2002 року офіційно визнає прапор знаком суден, зареєстрованих на бермудських островах. До 2002 року прапор часто неофіційно використовувався бермудськими кораблями як прапор, як це відображається в листуванні Адміралтейства, датованому 1950-х роками. Бермудські (цивільні) державні судна та морські служби використовують змінений блакитний прапор, який вживається як суднами, так і береговими спорудами.

#### Гібралтар

Червоний прапор Гібралтару

На Гібралтарі є різновиди прапорів території, які включають герб Гібралтару в червоний прапор. Це єдина заморська територія, яка не прийняла жодного такого прапора, як свій територіальний прапор, хоча прапори все ще можна побачити на суднах у водах цієї території.

#### Острів Мен

Червоний прапор Острова Мен

Короне володіння острова Мен отримало червоний прапорк, з трискеліоном в центральній, для використання на суднах, зареєстрованих через острів, Королівським ордером від 27 серпня 1971 року. Він широко використовується на розкішних яхтах та великих вантажних суднах в усьому світі завдяки фінансовим вигодам, які може забезпечити острів Мен. 

### Австралія

Австралійський червоний прапор

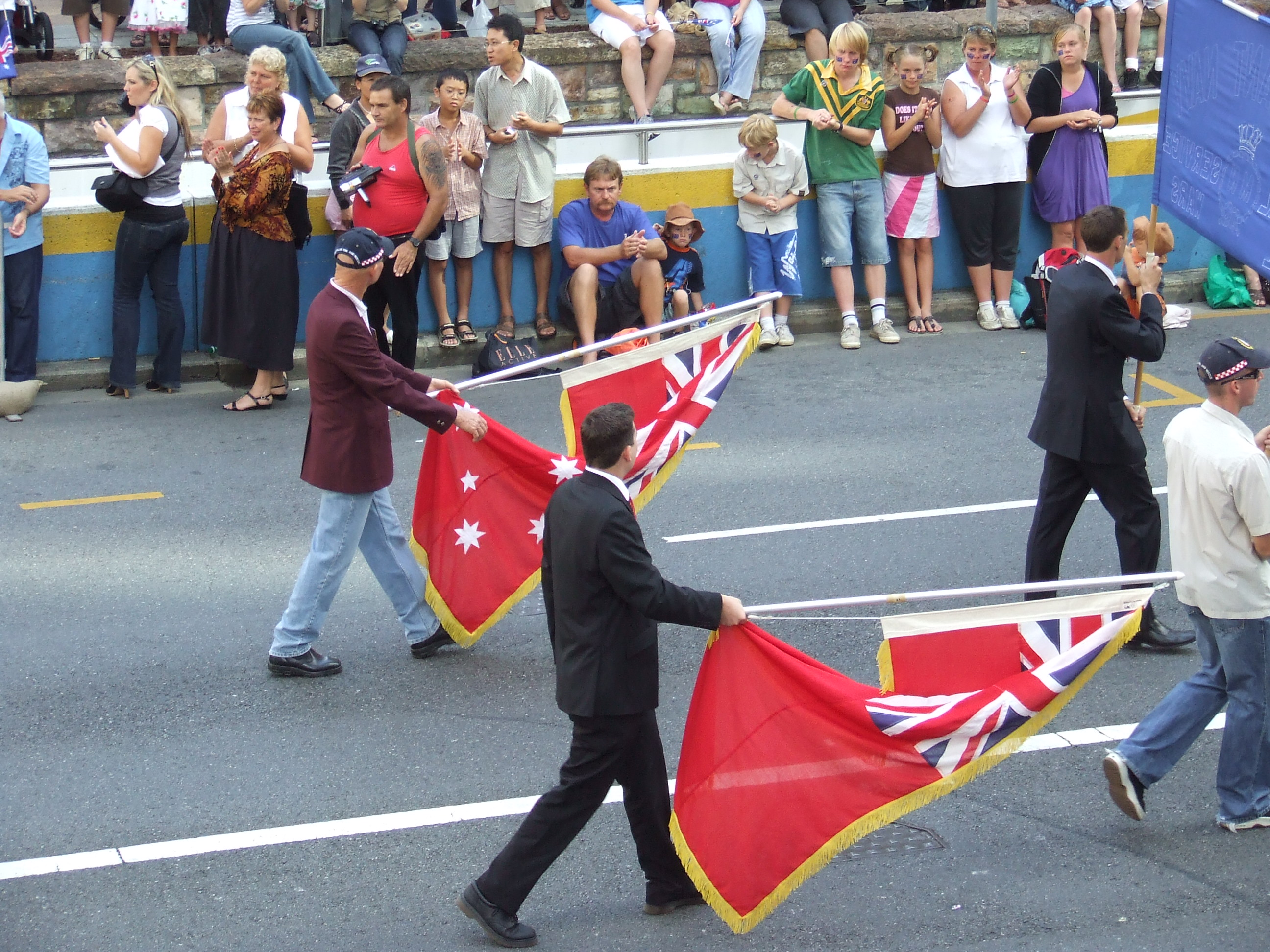
Британський червоний прапор виступав поряд з австралійським червоним прапором під час святкування Дня Анзака 2007 року в Брісбені, Австралія.

Австралійський червоний прапор — австралійський цивільний прапор. З 1901 по 1954 рр. прапор використовувався як цивільний прапор, на якому приватні громадяни махали на суші, використовуючи блакитний прапор, зарезервований для державного використання, що відображає британську практику. У цей період блакитний прапор був національним прапором Австралії. У 1941 р. прем'єр-міністр Роберт Мензіс заявив, що не повинно бути обмежень для приватних громадян, які використовують синій прапор на суші, і в 1947 р. прем'єр-міністр Бен Чіфлі підтвердив цю позицію, але лише після прийняття Закону про прапори 1953 р. Обмеження з цивільних осіб, які вживають блакитний прапор, було офіційно скасовано, після чого використання червоного прапора на суші стало рідкістю. Відповідно до Закону про навігацію та судноплавство 1912 року та Закону про реєстрацію судноплавства 1981 року, червоний прапор залишається єдиним прапором, дозволеним до використання торговими судами, зареєстрованими в Австралії. Прогулянкове судно може використовувати або червоний прапор, або національний прапор, але не обидва одночасно.

### Канада

Канадський прапор (1868—1921)

Канадський прапор (1921—1957)

Канадський прапор (1957—1965)

Термін «Червоний прапор» часто використовують для позначення канадського червоного прапора, колишнього фактичного національного прапора Канади. Він був неофіційно прийнятий після утворення конфедерації Канади в 1867 р., а з 1892 р. він був офіційним прапором для використання на канадських торгових суднах. Однак на суші офіційним національним прапором був Союзний прапор. Незважаючи на свій неофіційний статус, червоний прапор широко використовувався і на суші. У 1924 р. червоний прапор був схвалений для використання в канадських урядових будівлях за межами Канади, а з 1945 р. — і для тих, хто знаходиться всередині Канади.
Канадський червоний прапорк був обтяжений різними формами щита з канадським гербом. Тут показано фотографії трьох офіційних бланків між 1868 і 1965 роками. Канада також використовувала блакитний прапор для кораблів, що використовувалися канадським урядом, та для Королівського флоту Канади.
Червоний прапор був національним прапором Канади до 1965 року, коли після значних дебатів його замінив прапор Кленового листа. Червоний прапор досі популярний серед традиціоналістів та. Хоча національний червоний прапор більше не використовується офіційно, провінційні прапори Манітоби та Онтаріо є червоними прапорами з відповідними гербами.

Компанія Гудзонової затоки і Північно-Західна компанія також використовували червоний прапор як свої корпоративні прапори.

Офіційний прапор Онтаріо з 1965 року
Офіційний прапор Манітоби з 1966 року
Корпоративний прапор компанії Гудзонової затоки, 1801–1965
Прапор компанії Гудзонової затоки, 1707–1801
Прапор компанії Гудзонової затоки, 1682–1707
Прапор Північно-Західної компанії, 1801–1821
Прапор Північно-Західної компанії до 1801 року

#### Ньюфаундленд

Ньюфаундлендський червоний прапор

Червоний прапор із великою печаткою Ньюфаундленда вважався неофіційним прапором домініону Ньюфаундленд з 1904 по 1931 рік, і в цей момент він був офіційно закріплений як домініон Ньюфаундленда «Національні кольори», який мав би висуватись як цивільний прапор, з тим, що в той час Союзний прапор був законодавчо закріплений як національний прапор. Потім ньюфаундлендський червоний прапорщ використовувався як офіційна ідентифікація комерційного судноплавства до середини 1960-х. Значок на прапорі містить Меркурія, бога торгівлі та товарів, який представляє Брітанії рибалку, котрий, стоячи на колінах, пропонує урожай усього моря. Над композиціїю у сувої є слова Terra Nova, а нижче девіз Hæc Tibi Dona Fero або «Ці подарунки я приношу тобі». Печатка була перероблена Аделаїною Лейн, племінницею губернатора сера Кавендіша Бойла в 1903 році.

### Фіджі

Фіджійський червоний прапор

Червоний прапорщик Фіджі із союзним прапором у першій чверті та щит з герба Фіджі стали офіційним прапором на Фіджі для цивільних суден з 10 жовтня 1970 року. Раніше прапор мав повний герб на білому диску від 1908 року.

### Індія

Індійський червоний прапор із зіркою Індії

Прапор комісарів порту Калькутти 1896—1947

Прапор, що представляв Британську Індію, зазвичай був прапором Союзу із зіркою Індії. У багатьох міжнародних заходах та міжнародних асоціаціях червоний прапор із Зіркою Індії використовувався для представлення Індії. Після поділу Британської Індії як в Індії, так і в Пакистані є власні цивільні прапорщики за британськими традиціями, всі вони є варіантами червоного прапора зі своїм національним прапором у кантоні.

#### Княжі держави
Князівські держави, також знані як рідні штати, становили понад п'ять сотень номінально суверенних територій в межах британської Індії, які безпосередньо не керувалися британцями, а місцевим правителем через форму непрямого правління, що підлягало допоміжному союзу в рамках першочерговість Британської корони. Переважна більшість князівських штатів Британської Індії не мали виходу до моря. Деякі з небагатьох, які мали узбережжя, використовували версії червоного прапора на своїх торгових суднах.

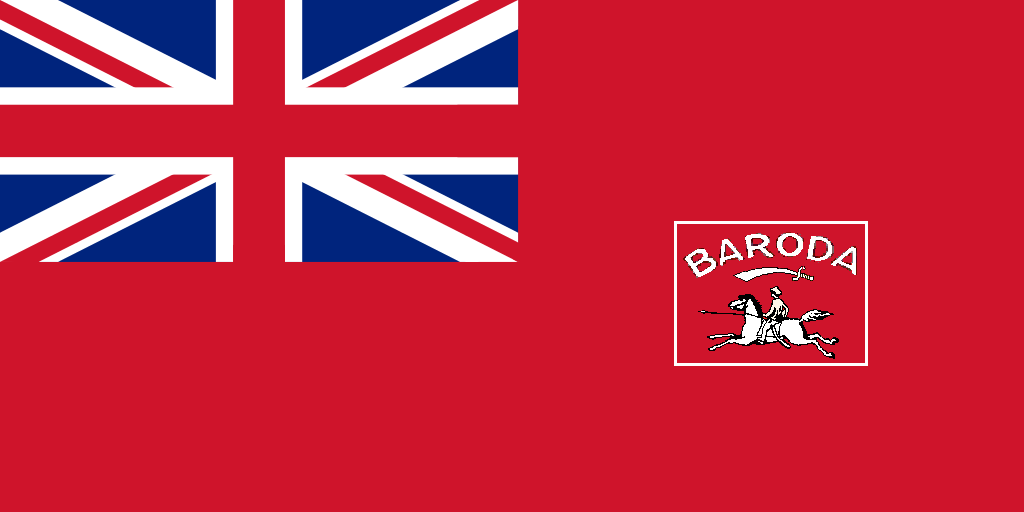
Цивільний прапорщик штату Барода (до 1948)
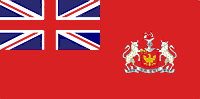
Цивільний прапорщик штату Бхавнагар (до 1948 р.)
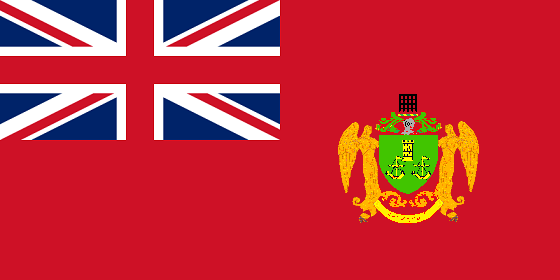
Цивільний прапорщик штату Камбей (до 1948 р.)
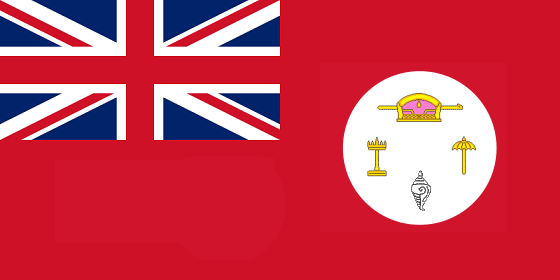
Цивільний прапорщик королівства Кочін (до 1948)
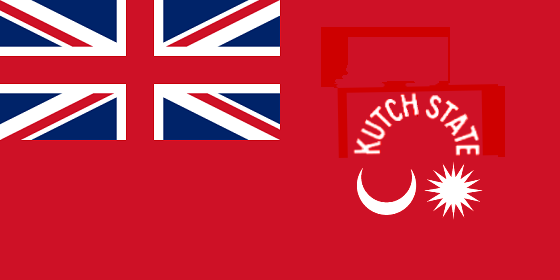
Цивільний прапорщик штату Катч (до 1948 р.)
Цивільний прапорщик штату Джафрабад (до 1948 р.)
Цивільний прапорщик штату Джанджира (до 1948 р.)
Цивільний прапорщик штату Джунагадх (до 1948 р.)
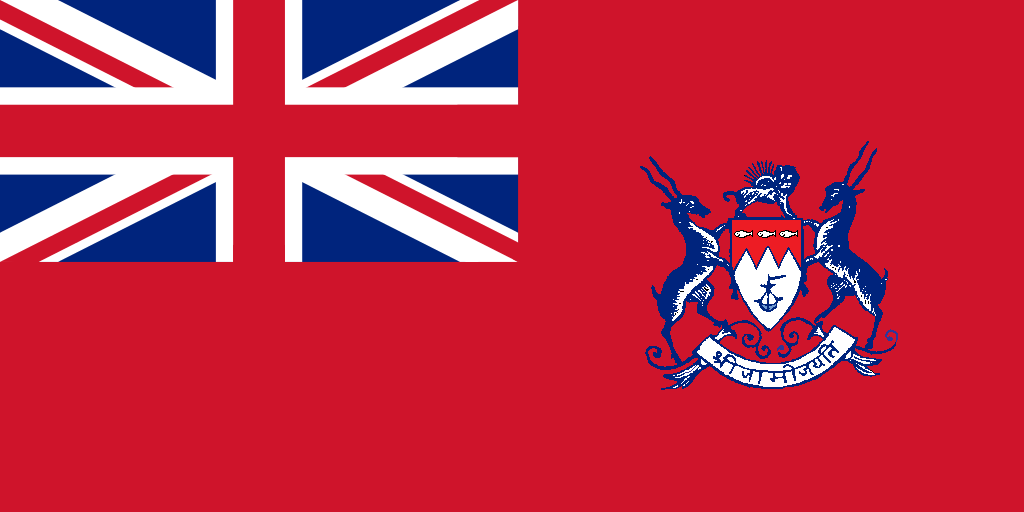
Цивільний прапорщик штату Наванагар (до 1948 р.)
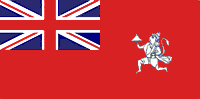
Цивільний прапорщик штату Порбандар (до 1948 р.)
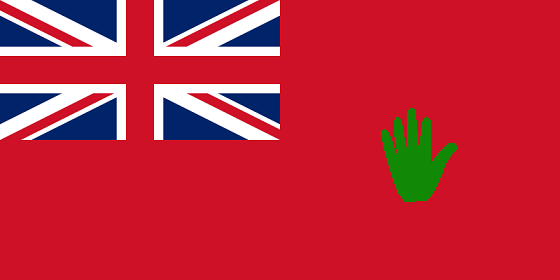
Цивільний прапорщик штату Сачин (до 1948 р.)
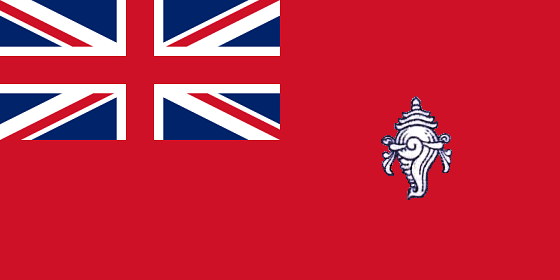
Цивільний прапорщик штату Траванкор (до 1948 р.)

### Нова Зеландія

Червоний прапор Нової Зеландії

Приклад червоного прапора, яким користуються деякі маорі.

Червоний прапор Нової Зеландії з прапором Союзу в першій чверті, і Південним хрестом, представлений чотирма п'ятикутними білими зірками, зображеними на полотнищі, став офіційним прапором в Новій Зеландії для торгових суден в 1901 році. Раніше використовувався звичайний червоний прапор.
Червоний прапор може вживатися на суші в районах Маорі або під час подій з Маорі згідно із Законом про захист прапорів, гербів та імен 1981 визнаючи давно віддану перевагу маорі червоним прапорам. Закон Нової Зеландії дозволяє змінювати прапор відповідно до звичаю маорі, в якому додаються білі великі літери, що ідентифікують певну родину або племя маорі. У випадку з прапором праворуч, ТАКІТІМУ відноситься до угруповання Маорі Іві, що походить від екіпажу Такітіму Вака (каное).
Сьогодні приватна та торгова корпорація може вибрати прапор Нової Зеландії (синій прапор) або червоний прапор Південного Хреста.

### Південна Африка

Червоний прапор Південно-Африканського союзу, як він з'явився 1912—1928

Червоний прапор, обтяжений щитом національного герба, був затверджений торговим прапором Південно-Африканського Союзу 28 грудня 1910 року. З 1912 року щит відображався на білому колі. Прапор був замінений національним прапором з 1 січня 1960 р. відповідно до Закону про торговельне судноплавство 1951 р.
Червоний прапор із щитом також використовувався на суші як фактичний національний прапор з 1910 по 1928 рік. Був також Блакитний прапор, який був офіційним прапором урядових суден, а також офісів Південної Африки за кордоном.
Найбільш помітним використанням червоного прапора як національного прапора було, коли генерал Луїс Бота підняв прапор над Віндгуком у тодішній німецькій Південно-Західній Африці після окупації міста південноафриканськими військами 1915 року.
Використання червоного прапора як національного прапора закінчилося введенням відповідного національного прапора в 1928 році. Цьому передувала суперечка щодо південноафриканського прапора 1925—1928 рр.

### Сполучені Штати
Прапор міста Тонтон в окрузі Брістоль, штат Массачусетс, базується на червоному прапорі до 1801 року. Це був місцевий варіант прапора Нової Англії.
Прапор Великого союзу, перший національний прапор Сполучених Штатів Америки, легко виготовляли, пришиваючи білі смужки на британські червоні прапори. З усіх американських прапорів найбільш схожий на нього нинішній Прапор Гаваїв.

Прапор Нової Англії
Альтернативний прапор Нової Англії
Прапор Джорджа Рекса
Прапор Тонтона, штат Массачусетс
Прапор, який використовувався в провінції Массачусетс-Бей
Прапор Великого союзу

### Асоціація скаутів
Групи морських скаутів, що входять до Асоціації скаутів Великої Британії, можуть бути визнані Королівським флотом, і їм дозволяється використовувати змінений червоний прапор, щоб це підтвердити.